# خانه وکیلی (نیشابور)
خانه وکیلی مربوط به اوایل دوره پهلوی است و در شهرستان نیشابور، شهر نیشابور، چهارراه انقلاب، ضلع شرقی خ فردوس، داخل کوچه پلاک ۷ واقع شده و این اثر در تاریخ ۵ تیر ۱۳۸۴ با شمارهٔ ثبت ۱۱۹۳۸ به‌عنوان یکی از آثار ملی ایران به ثبت رسیده است.